# Masacre de Smerwick
La masacre de Smerwick tuvo lugar en Ard na Caithne (conocido en inglés como «Smerwick», un nombre derivado del nórdico antiguo que significa ‹bahía de la mantequilla›) en 1580, durante la segunda rebelión de Desmond en Irlanda. Una fuerza de entre 400 y 700 mercenarios papales (las cuentas varían), en su mayoría de origen español e italiano, capturaron el pueblo, pero se vieron obligados a retirarse al cercano Dún an Óir (‹Fuerte de Oro›, posiblemente una transcripción errónea persistente de Dún an Áir, ‹Fuerte de la Masacre›), donde fueron asediados por el Ejército Real Irlandés. Los defensores finalmente se rindieron y la mayoría de ellos fueron ejecutados sumariamente por orden del comandante inglés, Arthur Gray, barón Gray de Wilton, Lord diputado de Irlanda.

## Antecedentes
James Fitzmaurice Fitzgerald consiguió un pequeño ejército papal en julio de 1579, iniciando la Segunda rebelión de Desmond. El levantamiento continuó durante tres años, aunque Fitzmaurice murió pocas semanas después del desembarco. Al año siguiente, el 10 de septiembre de 1580, un escuadrón de barcos españoles, bajo el mando de don Juan Martínez de Recalde, desembarcó una fuerza papal de españoles e italianos en Ard na Caithne (Smerwick), en la península de Dingle, cerca del punto de desembarco de Fitzmaurice. La fuerza contaba con unos 600 hombres y traía armas para varios miles. Fue comandado por Sebastiano di San Giuseppe (Sebastiano da Modena), en principio, pagado y enviado por el papa Gregorio XIII. Más tarde se descubrió que ninguno de los oficiales españoles tenía una comisión del rey Felipe II, ni los italianos del papa Gregorio, aunque se les habían concedido indulgencias por participar. En ese momento, ni España ni el Papado estaban formalmente en guerra con el Reino de Inglaterra, pero la bula papal Regnans in Excelsis de 1570 había liberado a los católicos observantes de su lealtad a la reina Isabel I de Inglaterra e Irlanda.
Liderando una fuerza rebelde de 4000 hombres en el este, Gerald FitzGerald, conde de Desmond, James Eustace, vizconde Baltinglass, y John de Desmond intentaron unirse a los desembarcados para recibir los suministros traídos por la fuerza expedicionaria. Las fuerzas inglesas bajo el mando de Thomas Butler, conde de Ormond, y Arthur Gray, barón Gray de Wilton, los bloquearon, y los barcos de Richard Bingham bloquearon sus barcos en la bahía de Smerwick. San Giuseppe no tuvo más remedio que retirarse al fuerte de Dún an Óir.
A partir de la información obtenida de los prisioneros, Butler determinó que el tamaño de las fuerzas de defensa era de alrededor de 700, pero con equipo militar que serviría a una fuerza de 5000; los prisioneros dijeron que se estaban reforzando las defensas del fuerte. Ormond se retiró, dejando una pequeña partida para mantener a Dún an Óir bajo vigilancia.

## Asedio y masacre

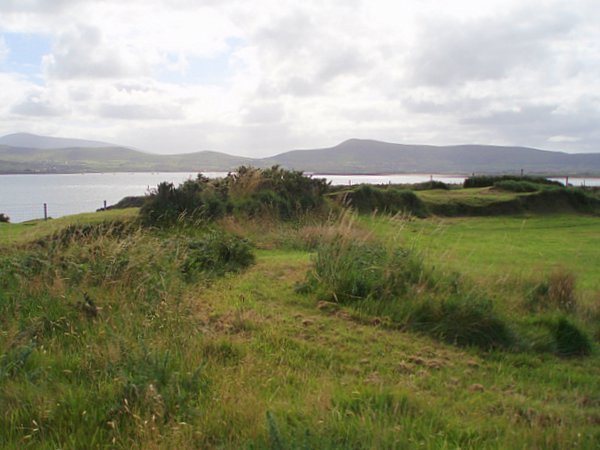
El lugar de la masacre hoy

El 5 de noviembre, una fuerza naval dirigida por el almirante William Winter llegó al puerto de Smerwick, reabasteciendo los suministros de Gray de Wilton, que estaba acampado en Dingle, y desembarcando ocho piezas de artillería. El 7 de noviembre, Gray de Wilton puso sitio a la guarnición de Smerwick. Las fuerzas invasoras estaban aisladas geográficamente en la punta de la estrecha Corca Dhuibhne (península de Dingle), cortado por Cnoc Bréanainn (monte Brandon), una de las montañas más altas de Irlanda, por un lado, y la fuerza inglesa mucho más grande del otro. Las fuerzas inglesas iniciaron el bombardeo de artillería sobre Dún an Óir en la mañana del 8 de noviembre, que rápidamente derribó las improvisadas defensas del fuerte.
Después de un asedio de tres días, el comandante Di San Giuseppe se rindió el 10 de noviembre de 1580. Los relatos no coinciden sobre si se había prometido clemencia. Gray de Wilton ordenó las ejecuciones sumarias de todos, italianos, españoles e irlandeses, incluidos mujeres y niños, perdonando sólo a los comandantes. Gray también había oído que el principal ejército rebelde irlandés de 4000, «que había prometido estar en las montañas», estaba en algún lugar de las colinas al este, buscando ser rearmado y provisto por Di San Giuseppe, y podrían a su vez rodear su Ejército; pero este ejército irlandés nunca apareció.
Según el relato de Gray de Wilton, contenido en un despacho a la reina Isabel fechado el 11 de noviembre de 1580, rechazó un intento de parlamentar realizado por las fuerzas papales sitiadas para acordar los términos de una rendición condicional en la que cederían el fuerte y se irían. Gray de Wilton afirmó que insistió en que se rindieran sin condiciones previas y se pusieran a su merced, y que posteriormente rechazó una solicitud de alto el fuego. Finalmente se llegó a un acuerdo para una rendición incondicional a la mañana siguiente y las fuerzas inglesas tomaron rehenes para garantizar el cumplimiento. A la mañana siguiente, una fuerza inglesa entró en el fuerte para asegurar y proteger el armamento y los suministros. El relato de Gray de Wilton en su despacho dice: «Entonces até a algunos, que fueron ejecutados directamente. Fueron seiscientos muertos». Las fuerzas de Gray de Wilton salvaron a los de mayor rango: «A aquellos a quienes les di vida, les he otorgado a los capitanes y caballeros que bien merecieron [...]. » 
Geoffrey Fenton escribió a Londres el 14 de noviembre sobre los prisioneros que otros «20 o 30 capitanes y alfiarios [se salvaron] para informar en España e Italia de la pobreza y la infidelidad de sus asociados irlandeses».
La historiadora local Margaret Anna Cusack (escribiendo como M. F. Cusack) señaló en 1871 que durante mucho tiempo había habido controversia sobre la versión de Gray de Wilton de los eventos, tal como la había enviado a Isabel I, e identifica otros tres relatos contemporáneos que la contradicen realizados por O'Daly, Donal Cam O'Sullivan Beare y Russell. Según estas versiones, Gray de Wilton prometió a la guarnición perdonar sus vidas a cambio de su rendición, una promesa que rompió, hecho recordado en la expresión «Grey's faith» [la fe de Grey]. Como el propio Gray, ninguno de estos comentaristas puede describirse como neutral, ya que todos estaban al servicio del estado o se oponían a él. La interpretación de Cusack de los hechos tampoco podía describirse como imparcial, dada su posición como monja católica y ferviente nacionalista irlandesa en ese momento.
Cusack también confirmó que Di San Giuseppe (a quien nombró por la versión en español, San José) había vendido el «Fort del Ore» (‹Fuerte del Oro›, es decir Dún an Óir) por un soborno: «[El] coronel Sebastián San José, que finalmente resultó ser un traidor tan temeroso a la causa que se había ofrecido a defender [...] La causa de Geraldine quedó reducida al reflujo más bajo por la traición de [San] José». Explicó que: «En pocos días falló el coraje del comandante español, y firmó un tratado con el Lord Diputado. Se hizo un trato para que él recibiera una gran parte del botín. Había obtenido una entrevista personal en el campamento del virrey y las únicas personas para las que puso condiciones fueron [las vidas de] los españoles que lo habían acompañado en la expedición. Los ingleses fueron admitidos en la fortaleza al día siguiente y se les preparó una fiesta.»
Según Cusack, algunos de los pocos que se salvaron de la ejecución sumaria en realidad sufrieron un destino peor: se les ofreció la vida si renunciaban a su fe católica. Al negarse, un herrero les rompió los brazos y las piernas en tres lugares. Los dejaron en agonía durante un día y una noche y luego los ahorcaron. En contraste, el informe de Grey mencionó: «Ejecución del inglés que sirvió al Dr. Sanders y otros dos, cuyos brazos y piernas fueron rotos por tortura». No especificó por qué fueron torturados ni se refirió a su religión.
Según el escritor inglés John Hooker en su Supply to the Irish Chronicle (una adición a las Crónicas de Holinshed) escrito en 1587, las bandas a las que ordenaron llevar a cabo las ejecuciones fueron dirigidas por el Capitán Raleigh (más tarde sir Walter Raleigh) y el Capitán Mackworth.
Richard Bingham, futuro comandante de Connacht, estuvo presente y describió los eventos en una carta a Robert Dudley, conde de Leicester, aunque afirmó que la masacre fue perpetrada por marineros. Se cree que también estuvo presente el poeta Edmund Spenser, entonces secretario del Lord diputado de Irlanda.
Según el folclore de la zona, la ejecución de los cautivos duró dos días y muchos fueron decapitados en un campo conocido localmente en irlandés como Gort a Ghearradh [Campo de corte]; luego sus cuerpos fueron arrojados al mar. Los arqueólogos aún no han descubierto restos humanos en el sitio, aunque un campo cercano se conoce como Gort na gCeann [Campo de las Cabezas] y el folclore local recuerda la masacre.

## En el juicio de Raleigh
Tres décadas más tarde, cuando Raleigh había caído en desgracia, su participación en esta masacre fue presentada contra él como un cargo criminal en uno de sus juicios. Raleigh argumentó que estaba «obligado a obedecer las órdenes de su oficial superior», pero no pudo exculparse. Fue ejecutado el 29 de octubre de 1618, principalmente por su participación en una conspiración.

## Monumento
En Smerwick se ha erigido un monumento para conmemorar a las víctimas de la masacre.